# شير محمد عباس ستانيكزاي
شير محمد عباس ستانيكزاي (بالبشتوية: شیر محمد عباس ستانکزئی)‏، (من مواليد 1963) عضو بارز في حركة طالبان الأفغانية ونائب وزير الخارجية منذ 7 سبتمبر 2021.
كان ضابطا في الجيش الوطني الأفغاني بعد أن تدرب في أكاديمية عسكرية في الهند. انشق عن الجيش وانضم إلى الحركات الإسلامية لمحاربة السوفييت في أفغانستان. كان نائب وزير في حكومة طالبان الأولى، وعضوًا بارزًا في المكتب السياسي لطالبان في الدوحة منذ إنشائه عام 2012، وترأسه من عام 2015 إلى عام 2020. وهو يتحدث الإنجليزية والأردية والبشتوية والدرية. سافر إلى عدة دول كممثل سياسي لطالبان. وفي 7 سبتمبر أعلن المتحدث باسم طالبان ذبيح الله مجاهد حكومة إمارة أفغانستان الإسلامية؛ والتي أصبح فيها شير عباس نائبا لوزير الخارجية.

## نشأته
ولد عام 1963 في منطقة عباس قلعة التابعة لإقليم لوكر بأفغانستان. هو ابن باشا خان. من البشتون من قبيلة ستانيكزاي الفرعية. درس العلوم السياسية في أفغانستان، وحصل على درجة الماجستير. يتحدث الإنجليزية والأردية والبشتوية والدرية.
تدرب كجندي في كلية كاديت بالجيش الهندي في نوغاون بالهند لمدة ثلاث سنوات من 1979 إلى 1982 في إطار برنامج تعاون هندي أفغاني. ثم ضابطًا لمدة عام ونصف، مع سرية كيرين التابعة لكتيبة بهاغات في الأكاديمية العسكرية الهندية في دهرادون. وأطلق عليه زملاؤه العسكريون لقب «شيرو». بعد التخرج أصبح ملازمًا في الجيش الوطني الأفغاني.
انشق عن الجيش ليقاتل السوفييت في الحرب السوفيتية الأفغانية، أولاً مع حركة الانقلاب الإسلامي بقيادة محمد نبي محمدي، ثم مع الاتحاد الإسلامي للتحرير بزعامة عبد رب الرسول سياف كقائد للجبهة الجنوبية الغربية. كان له دور مع سياف في الاتصال بالمخابرات العسكرية الباكستانية.

## حكم طالبان (1996-2001)
انضم ستانيكزاي إلى حركة طالبان في التسعينيات. وبعد أن وصلت للسلطة في عام 1996، شغل منصب نائب وزير الخارجية في عهد وزير الخارجية وكيل أحمد متوكل. كان يجري مقابلات مع وسائل الإعلام الأجنبية، لإجادته للغة الإنجليزية، كما سافر إلى واشنطن العاصمة كوزير للخارجية بالوكالة في عام 1996 ليطلب من إدارة كلينتون تمديد الاعتراف الدبلوماسي بإمارة أفغانستان الإسلامية. في عام 1998 عُزل من منصبه، وبعد بضعة أشهر عُين نائبًا لوزير الصحة.

## ممثل طالبان السياسي (2001-2021)

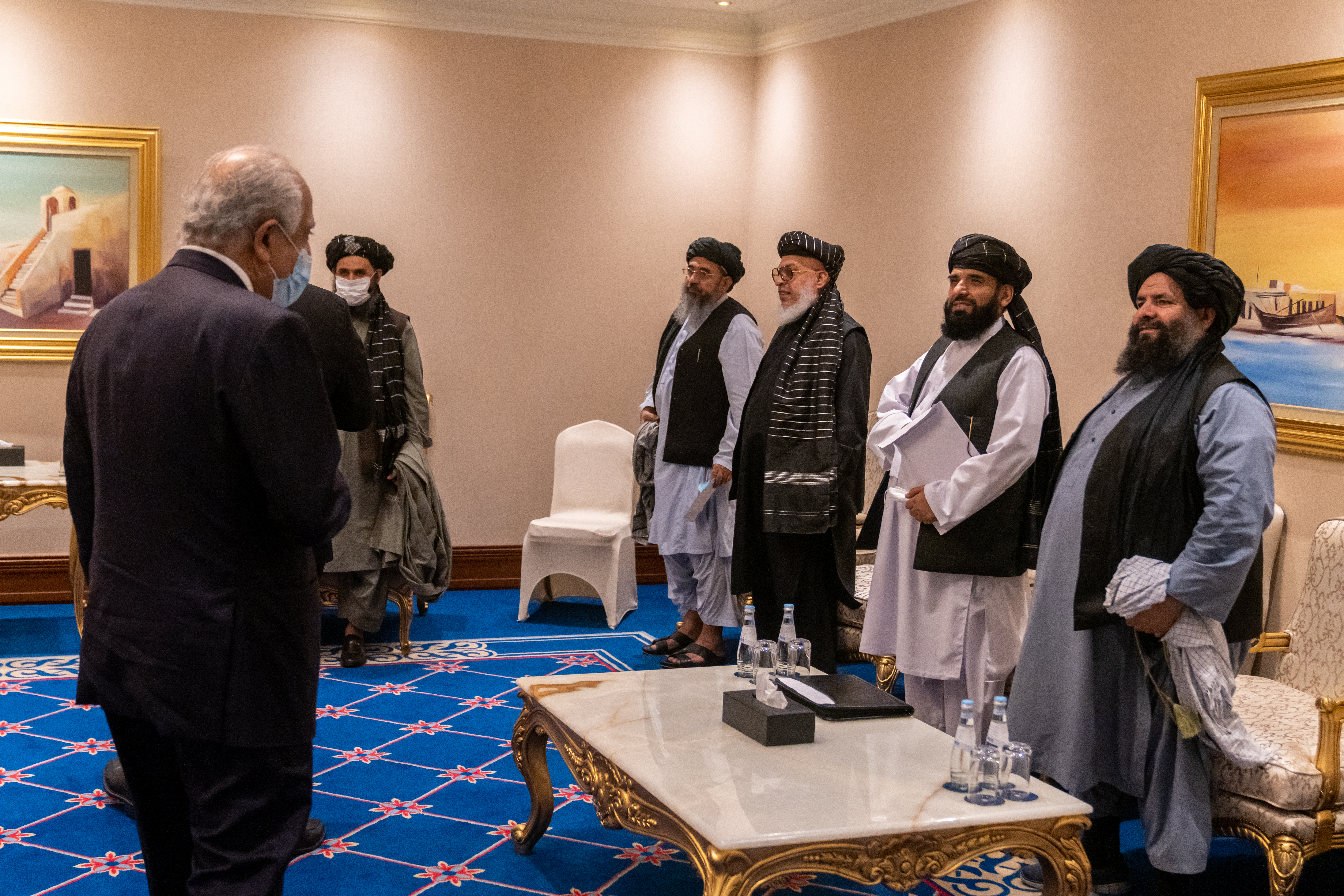
شير محمد عباس ستانيكزاي (الثالث من اليمين) يلتقي بالممثل الأمريكي زلماي خليل زاد (على اليسار) ووزير الخارجية مايك بومبيو في الدوحة، قطر في 21 نوفمبر 2020

وصل ستانيكزاي إلى قطر مع طيب آغا وآخرين في يناير 2012 لتسهيل فتح المكتب السياسي لحركة طالبان هناك. وفي 6 أغسطس 2015 أصبح رئيساً بالإنابة للمكتب السياسي خلفاً لآغا الذي كان قد استقال. بابع ستانيكزاي أختر منصور، قائلاً: «أنا وأعضاء آخرون في المكتب السياسي للإمارة الإسلامية، أعلنوا البيعة للملا أختر منصور». وأصبح رئيسًا للمكتب السياسي في نوفمبر 2015.
في الفترة من 18 إلى 22 يوليو 2016، سافر إلى الصين لإجراء محادثات مع المسؤولين الصينيين. في فبراير 2017، مُنع ستانيكزاي من دخول الإمارات العربية المتحدة.
من 7 إلى 10 أغسطس 2018، قاد ستانيكزال وفدًا من مسؤولي طالبان إلى أوزبكستان. والتقى الوفد بوزير الخارجية الأوزبكي عبد العزيز كاملوف والممثل الخاص لأوزبكستان لدى أفغانستان عصمتيلا إرغاشيف. في الفترة من 12 إلى 15 أغسطس، سافر إلى إندونيسيا لإجراء محادثات مع المسؤولين، حيث التقى بالنائب الأول للرئيس الإندونيسي محمد يوسف كالا، ووزيرة الخارجية الإندونيسية ريتنو مارسودي، وحميد أول الدين، الممثل الخاص لإندونيسيا في أفغانستان. أصبح نائب رئيس المكتب في سبتمبر 2020، وحل محله عبد الحكيم إسحاقزاي .

## حكم طالبان (2021 - الآن)
ألفى ستانيكزاي خطابًا على التلفزيون والراديو الوطني في 30 أغسطس 2021 حيث تحدث عن رغبة طالبان في إقامة علاقات ودية مع الولايات المتحدة وحلف شمال الأطلسي والهند، مشيرًا إلى أنه لن يسمح لباكستان باستخدام الأراضي الأفغانية في نزاعها البارد مع الهند.. وتحدث ستانيكزاي أيضًا عن السيخ والهندوس في البلاد، قائلاً إنهم يستطيعون العيش بسلام ويأمل أن يعود أولئك الذين غادروا.